# Dangerous Rendezvous
Dangerous Rendezvous is de negentiende aflevering van de televisieserie Captain Scarlet and the Mysterons, een sciencefictionserie waarin gebruikgemaakt wordt van de poppenspeltechniek supermarionation. De aflevering werd voor het eerst uitgezonden op ATV Midlands in Engeland op 9 februari 1968.
De aflevering is een sequel op Crater 101.

## Verhaal
In Cloudbase beveelt Colonel White Lieutenant Green om Destiny Angel te lanceren. Daarna gaat hij naar de Lounge waar een communicatiemachine is gebouwd. Ondertussen arriveert Captain Scarlet buiten het Nash Institute of Technology in een Spectrum Saloon. Binnen treft hij Dr. Kurnitz, die onderzoek heeft gedaan naar het kristal dat Scarlet had meegenomen uit het Mysteroncomplex op de maan ("Crater 101"). Onder begeleiding van Captain Ochre en Destiny Angel rijden de twee naar het vliegveld. Kurnitz is ervan overtuigd dat het pulserende kristal kan worden gebruikt om contact te zoeken met de Mysterons.
Via een radiobericht laten de Mysterons weten dat ze Cloudbase om middernacht zullen vernietigen. White regelt de nodige veiligheidsmaatregelen met Captain Blue: geen enkel vliegtuig mag Cloudbase voorlopig naderen, behalve het vliegtuig van Scarlet en Dr. Kurnitz. De basis zal ook om het uur geheel worden doorzocht met Mysteronscanners.
Na aankomst van Scarlet en Kurnitz wordt de pulsator gekoppeld aan het communicatieapparaat en begint te gloeien. Colonel White zal een bericht sturen naar de Mysterons zodra Kurnitz de machine heeft gecontroleerd. Ondertussen meldt Blue dat de basis nog vrij is van Mysterons.
Later verzamelt het personeel in de lounge voor de uitzending. Kurnitz doet nog een laatste controle, waarna Colonel White begint met het uitzenden van een bericht. Hij herhaalt de gebeurtenissen uit de aflevering “The Mysterons”. Zo beschrijft hij o.a. de Zero-X missie naar Mars en Captain Blacks aanval op een Mysteronstad. Hij vertelt dat de aanval geen teken van agressie was en enkel een handeling uit angst. Daarna biedt hij aan vrede te sluiten.
Twee uur later heeft Cloudbase nog altijd geen reactie ontvangen. Om de tijd te doden toont White Kurnitz het communicatiesysteem van Spectrum, en organiseert een demonstratie van de Angeljets. Uiteindelijk komt er een bericht: de Mysterons willen onderhandelen met een lid van Spectrum. Deze persoon moet zonder wapens of communicatiemiddelen naar een specifieke locatie vliegen. Blue twijfelt aan de betrouwbaarheid van de Mysterons, maar White blijft erbij dat de mensheid deze kans niet mag mislopen. Green controleert de koers die de Mysterons hebben gegeven, en berekent dat de afgesproken plek een vulkanisch gebied in Groenland is. Scarlet biedt zich aan als vrijwilliger.
Vliegend over Groenland in een Spectrum Jet krijgt Scarlet van de Mysteronstem het bevel zijn schietstoel te gebruiken. Terwijl zijn vliegtuig neerstort, wordt Scarlet opgepikt door en zwarte saloon bestuurd door een onbekende macht. Na een korte reis stopt de auto buiten een oud schuurtje. Binnen treft Scarlet echter een modern interieur aan, en een stoel die voor een pulserend scherm staat. Een stem beveelt Scarlet te gaan zitten, maar Scarlet weet niet dat Captain Black achter de monitor zit. Black vertelt Scarlet dat hij een bericht moet doorgeven aan de wereld en schakelt een bandrecorder in. Hij vertrekt terwijl de Mysterons via de bandrecorder bekendmaken door te zullen gaan met hun oorlog. Scarlet beseft dat de stem kunstmatig is. Hij slaat het scherm aan stukken en ontdekt nog een pulsator. Scarlet vlucht snel het schuurtje uit waarna de pulsator ontploft en het schuurtje opblaast. Geschokt dat de ontmoeting een val was, beseft Scarlet opeens dat Cloudbase in groot gevaar is aangezien daar nu ook een pulsator staat.
Met nog een kwartier te gaan voor middernacht haast Scarlet zich naar een radarstation. Daar stuurt hij een signaal naar Cloudbase in morsecode. Captain Ochre gooit de pulsator uit het raam, waarna het ding midden in de lucht ontploft.
Zodra Scarlet terugkeert erkent White dat Spectrum niet in staat was de Mysterons de overtuigen. Ze zullen in de toekomst echter meer pogingen doen.

## Rolverdeling

### Reguliere stemacteurs
- Captain Scarlet — Francis Matthews
- Captain Blue — Ed Bishop
- Colonel White — Donald Gray
- Lieutenant Green — Cy Grant
- Captain Ochre — Jeremy Wilkin
- Destiny Angel — Liz Morgan
- Captain Black — Donald Gray
- Stem van de Mysterons — Donald Gray

### Gastrollen
- Dr. Kurnitz — Jeremy Wilkin
- Receptionist — Sylvia Anderson
- Captain Black (Origineel) — Jeremy Wilkin (in "The Mysterons" flashback)
- Luitenant Dean — Charles Tingwell (in "The Mysterons" flashback)

## Fouten
- Wanneer de Mysterons een bericht terugsturen heeft Captain Scarlet even Captain Blues pistool in zijn holster.
- Colonel White beweert tegenover de Mysterons dat de Zero-X missie uit de aflevering “the Mysterons” de eerste bemande missie naar Mars was. In werkelijkheid was dit de tweede. De eerste vond plaats in de film Thunderbirds Are Go.

## Trivia
- Deze aflevering is het derde deel in een driedelige aflevering die begon met Lunarville 7 en werd voortgezet in Crater 101.